# Jules Roy
Pour les articles homonymes, voir Roy et Jules Roy (homonymie).
Jules Roy, né le 22 octobre 1907 à Rovigo (actuellement Bougara en Algérie) et mort le 15 juin 2000 à Vézelay dans l'Yonne (France), est un officier de l'armée française et écrivain.

## Biographie
Jules Roy est né à Rovigo et a passé son enfance à Sidi Moussa dans la famille paysanne de sa mère, née Pâris, au sein de laquelle on lui cachera sa bâtardise issue de la relation extraconjugale de sa mère avec l'instituteur du village,. D'abord lycéen au séminaire durant 8 années, il devient officier tirailleur algérien en AFN avant de passer dans l'Armée de l'Air en France avant la guerre. Il est à 20 ans séduit par Maurras, et les idées de l'Action Française,. Après la défaite de 1940 et le bombardement de Mers El Kébir par la marine britannique, il demeure fidèle à Pétain,, et publiera, en 1940, le livre : La France sauvée par Pétain,,, dans lequel il affiche pleinement son adhésion vichyste. Toutefois, après le débarquement des Alliés de novembre 1942 en Afrique du Nord, il accepte la fusion avec la France libre de De Gaulle et part pour la Grande-Bretagne où il combattra dans la Royal Air Force, comme commandant de bord dans le groupe de bombardement Guyenne. Durant cette période il va effectuer 36 missions de bombardement de nuit, en particulier au-dessus de la vallée de la Ruhr en Allemagne,; épisode de sa vie qui lui inspirera son roman La Vallée heureuse qui lui vaudra de gagner le prix Renaudot 1940 décerné en 1946, ainsi que quinze jours d'arrêt de rigueur de la part de sa hiérarchie militaire qui a peu apprécié le livre. Il participe à la guerre d'Indochine comme officier de communication, mais en juin 1953, jugeant que l'armée française se déshonore par ses méthodes dans cette guerre,, il la quitte en démissionnant avec le grade de colonel.
Il se tourne alors pleinement vers la littérature. Après la mort de son ami Albert Camus dont il admirait les qualités intellectuelles,, il dénonce publiquement la guerre d'Algérie, et ses atrocités. Durant la période de la guerre d'Indochine et d'Algérie, il collabore au magazine L'Express avec l'appui de Jean Daniel, qu'il quitte après être entré en conflit avec le fondateur et directeur du journal Jean-Jacques Servan-Schreiber.
En 1978, Jules Roy s'installe à Vézelay, au Clos du Couvent, face à la basilique. Il y passera les vingt dernières années de sa vie, continuant d'écrire, résumant sa vie et son œuvre, recevant ses amis, dont le président François Mitterrand qui l'éleva au grade de grand-croix de la Légion d'honneur en 1990. Il développa sur la fin de sa vie une vénération quasi mystique pour sainte Marie-Madeleine, patronne de la basilique.
Jules Roy est mort et enterré à Vézelay. Après sa mort, sa maison est devenue une maison d'écrivain, labellisée « Maison des Illustres » et un centre littéraire où l'on organise des soirées littéraires et expositions. Un étage est réservé aux écrivains en résidence. Le public peut visiter les jardins et le bureau de l'écrivain, conservé en l'état. Il y parlait avec Serge Gainsbourg, qui a passé les 6 derniers mois de sa vie, chez le chef  Marc Meneau à l'hôtel L'Espérance.

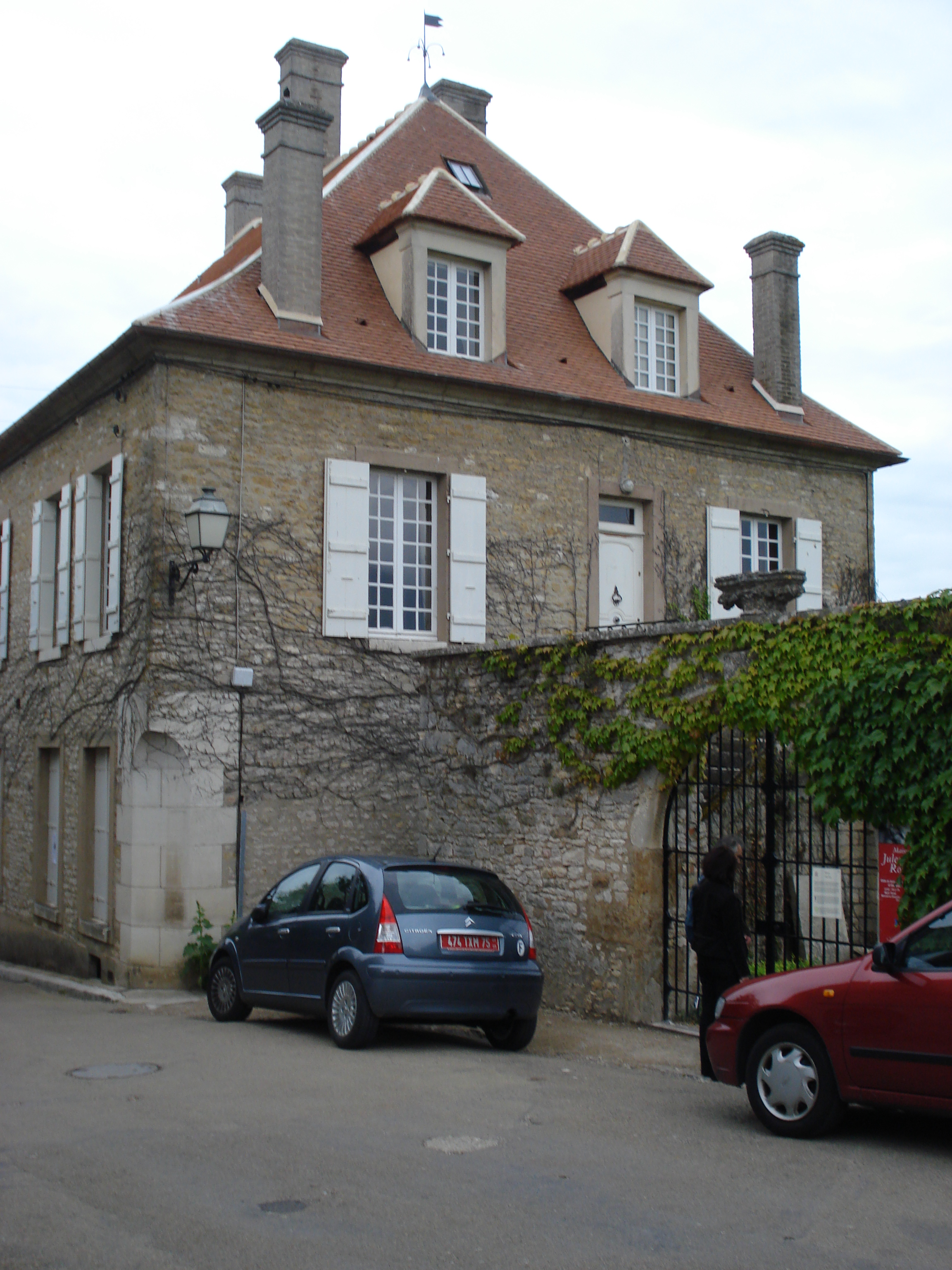
Maison de Jules Roy à Vézelay.

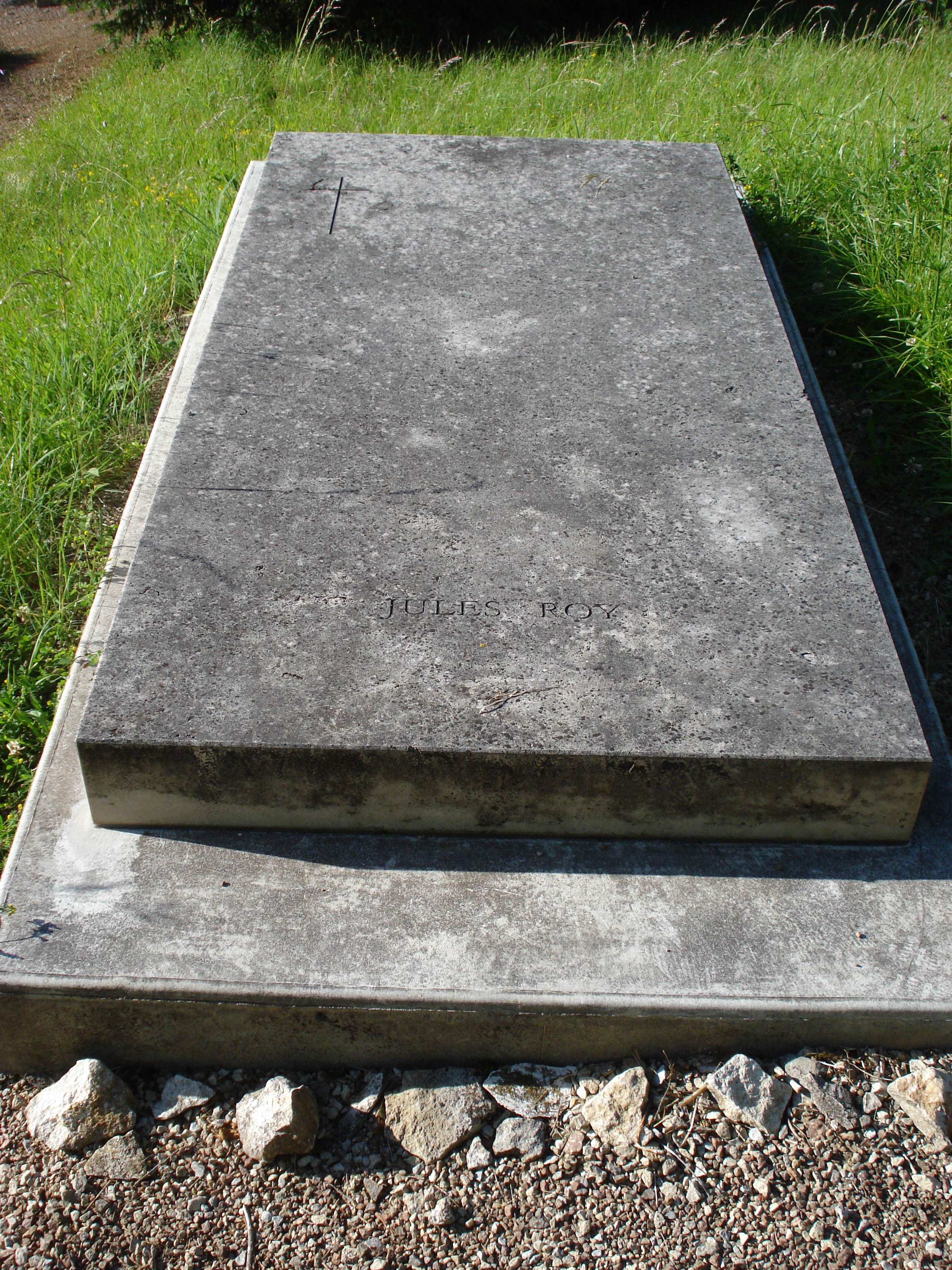
Tombe de Jules Roy à Vézelay.

## Le parcours intellectuel
Le parcours intellectuel de Jules Roy a été fait de plusieurs retournements d'opinion, du séminaire à l'Armée, de Pétain à de Gaulle, de l'Algérie française à l'Algérie indépendante. Jules Roy a eu un parcours à droite dans sa jeunesse, admirateur de l'Action française, de Maurras, puis de Pétain au moment de la défaite de 1940, avant de troquer son engagement vichyste contre un engagement gaulliste. Il s'est engagé auprès des Forces françaises libres, après avoir lu Le Fil de l'épée de Charles de Gaulle. Dans Le grand naufrage, chronique du procès de Pétain, Jules Roy a écrit ne pas s'être rendu compte de ce que représentait l'engagement vichyste et avoir le sentiment, en étant resté fidèle à Pétain, d'avoir été « blousé » et de partager avec ses camarades de l'époque un certain silence honteux sur cette période de l'armée française. Son parcours intellectuel, après l'armée, a été très marqué par sa rencontre avec Albert Camus dont il admirait l'intelligence et qui lui a fait prendre conscience de la question coloniale en Algérie. Son engagement en faveur de l'indépendance de l'Algérie lui vaut des menaces de mort envoyées par l'OAS. Son engagement anti-colonial s'était déjà affirmé lors de la guerre d'Indochine où il lui fut reproché un certain communisme. Cela ne le conduit pas, en tout cas, à approuver la pratique maoïste du communisme pour laquelle il affiche clairement son aversion tant du fait de l'embrigadement des foules qu'elle entraîne que face au culte de la personnalité voué au Grand Timonier, culte dont il fut un témoin oculaire.
Jules Roy a été perçu par certains critiques, et s'est reconnu lui-même, comme un « exalté » et un « provocateur ». Sur le plan littéraire, une autre rencontre fut importante dans son évolution, celle de Jean Amrouche, lequel l'accompagna dans ses premiers pas d'écrivain.

## Prix littéraires
- Prix Renaudot en 1946 pour La Vallée heureuse
- Prix Max-Barthou en 1949 pour Le métier des armes
- Prix Prince-Pierre-de-Monaco en 1954 pour Le Navigateur
- Grand Prix littéraire de Monaco en 1957
- Grand prix de littérature de l'Académie française en 1958
- Grand Prix national des lettres en 1969
- Prix de la Ville de Paris en 1975

## Œuvres
Romans
- La Vallée heureuse, Charlot, 1946, avec une préface de Pierre Jean Jouve ; Gallimard, 1948 ; Julliard, 1960 ; Édition J'ai lu Leur aventure N° A161 ; Albin Michel, 1989.
- Les Chevaux du soleil : Chronique d'Alger, Grasset, 1967, 6 vol. ; édition en un volume, Omnibus, 1995.
- Une femme au nom d'étoile Grasset, 1968. (Les Chevaux du soleil, tome 2)
- Les cerises d'Icherridène, Grasset, 1969. (Les Chevaux du soleil, tome 3)
- Le maître de la Mitidja, Grasset, 1970. (Les Chevaux du soleil, tome 4)
- Les Âmes interdites, Grasset, 1972. (Les Chevaux du soleil, tome 5)
- Le Tonnerre et les Anges, Grasset, 1975. (Les Chevaux du soleil, tome 6)
- Le Désert de Retz, Grasset, 1978.
- La Saison des Za, Grasset, 1982.

Récits
- Ciel et terre, Alger, Charlot, 1943.
- La bataille dans la rizière, Gallimard, 1953.
- Le Métier des armes, Gallimard, 1948 ; Julliard, 1960.
- Retour de l'enfer, Gallimard, 1951 ; Julliard, 1960.
- Le Navigateur, Gallimard, 1954 ; Julliard, 1960.
- La Femme infidèle, Gallimard, 1955 ; Julliard, 1960.
- Les Flammes de l'été, Gallimard, 1956 ; Julliard, 1960 ; Albin Michel, 1993.
- Les Belles Croisades, Gallimard, 1959 ; Julliard, 1960.
- La Guerre d'Algérie, Julliard, 1960 ; Christian Bourgois, 1994.
- Diên Biên Phu, photographies de Daniel Camus, Éditions Julliard, 1963.
- La Bataille de Diên Biên Phu, Éditions Julliard, 1963 ; Albin Michel, 1989.
- Le Voyage en Chine, Julliard, 1965.
- La Mort de Mao, Christian Bourgois, 1969 ; Albin Michel, 1991.
- L'Amour fauve, Grasset, 1971.
- Danse du ventre au-dessus des canons, Flammarion, 1976.
- Pour le lieutenant Karl, Christian Bourgois, 1977.
- Pour un chien, Grasset, 1979.
- Une affaire d'honneur, Plon, 1983.
- Beyrouth viva la muerte, Grasset, 1984.
- Guynemer, l'ange de la mort, Albin Michel, 1986.
- Mémoires barbares, Albin Michel, 1989.
- Amours barbares, Albin Michel, 1993.
- Un après-guerre amoureux, Albin Michel, 1995.
- Adieu ma mère, adieu mon cœur, Albin Michel, 1996.
- Journal, t. 1, Les années déchirement, 1925-1965, Albin Michel, 1997.
- Journal, t. 2, Les années cavalières, 1966-1985, Albin Michel, 1998.
- Journal, t. 3, Les années de braise, 1986-1996, Albin Michel, 1999.
- Lettre à Dieu, Albin Michel, 2001.

Essais
- La France sauvée par Pétain, Alger, P & G Soubiron, 1940.
- Comme un mauvais ange, Charlot, 1946 ; Gallimard, 1960.
- L'Homme à l'épée, Gallimard, 1957 ; Julliard, 1960.
- Autour du drame, Julliard, 1961.
- Passion et mort de Saint-Exupéry, Gallimard, 1951 ; Julliard, 1960 ; La Manufacture, 1987.
- Le Grand Naufrage, Julliard, 1966 ; Albin Michel, 1995.
- Turnau, Sienne, 1976 (hors commerce).
- Éloge de Max-Pol Fouchet, Actes Sud, 1980.
- Étranger pour mes frères, Stock, 1982.
- Citoyen Bolis, tambour de village, Avallon, Voillot, 1989.
- Vézelay ou l'Amour fou, Albin Michel, 1990.
- Rostropovitch, Gainsbourg et Dieu, Albin Michel, 1991.
- Vézelay, guide sentimental, L’Or des Etoiles, 1995, 2004.

Poèmes
- Trois prières pour des pilotes, Alger, Charlot, 1942.
- Chants et prières pour des pilotes, Charlot, 1943 ; Gallimard, 1948 ; Julliard, 1960.
- Sept poèmes de ténèbres, Paris, 1957 (hors commerce).
- Prière à Mademoiselle Sainte Marie-Madeleine, Charlot, 1984 ; Bleu du Ciel, Vézelay, 1986.
- Chant d'amour pour Marseille, Jeanne Laffitte, 1988.
- Cinq poèmes, Avallon, Voillot, 1991.
- La Nuit tombe, debout camarades !, Gérard Oberlé, 1991.
- Poèmes et prières des années de guerre (1939-1945), Actes Sud, 2001.
- L’Homme à la licorne, Albin Michel, 2007.

Théâtre
- Beau Sang, Gallimard, 1952 ; Julliard, 1960.
- Les Cyclones, Gallimard, 1953 ; Julliard, 1960.
- Le Fleuve rouge, Gallimard, 1957 ; Julliard, 1960.
- La Rue des Zouaves suivi de Sa Majesté Monsieur Constantin, Julliard, 1970.
- Lieutenant Karl, dramatique télé (Michel Wyn), INA, 1977.
- Avec Aubert Lemeland, Lieutenant Karl, opéra, Paris, Harmattan, 2007  (ISBN 978-2-296-03969-8)
- Mort au champ d'honneur, Albin Michel, 1995.

Conte
- L'Œil de loup du roi de Pharan, Sétif, 1945 (hors commerce), réédité par Jean Louis Roy dans Jules Roy, l'intranquille, Paris, Harmattan, 2007  (ISBN 9782296026469).

Pamphlet
- J'accuse le général Massu, Seuil, 1972.

Article de journal
- Retour en Algérie par Jules Roy, Article paru dans L'Express le 15 mai 2003

Cinéma
- La bataille du Tonkin, 1952. Documentaire historique sur les combats livrés en Indochine par le général de Lattre. Jules Roy en est le réalisateur sur des images tournées par les opérateurs de l'armée française.
- 1961 : Le Goût de la violence de Robert Hossein (dialogues)

Avec Jean Amrouche
- D'une amitié. Correspondance (1937-1962), Édisud, 1985.